# Großeibstadt
Großeibstadt là một xã trong huyện Rhön-Grabfeld bang Bayern thuộc nước Đức. Khu vực này gồm làng Großeibstadt và Kleineibstadt.